# Hydraecia discolor
Hydraecia discolor là một loài bướm đêm trong họ Noctuidae.